# Ram Jam
Ram Jam (транскр.  Рем џем) била је америчка рок група из Њујорка. Најпознатији су по својој изведби песме Black Betty из 1977. године.

## Дискографија

### Албуми
- Ram Jam (1977)
- Portrait of the Artist as a Young Ram (1978)
- The Very Best of Ram Jam (1990)
- Thank You Mam (1994)

### Синглови
- Black Betty / I Should Have Known (1977)
- Keep Your Hands On the Wheel / Right on the Money (1977)
- Pretty Poison / Runaway Runaway (1978)